# Nếnh
Nếnh is een thị trấn in het district Việt Yên, een van de districten in de Vietnamese provincie Bắc Giang. De provincie Bắc Giang ligt in het noordoosten van Vietnam, dat ook wel Vùng Đông Bắc wordt genoemd.
Een belangrijke verkeersader is de Quốc lộ 1A. Nếnh ligt ongeveer drie kilometer ten zuiden van Bích Động, de andere thị trấn van het district en tevens de hoofdplaats van Việt Yên.